# ویلسون بزرگ
ویلسون بزرگ (انگلیسی: Wilson Greatbatch; ۶ سپتامبر ۱۹۱۹ – ۲۷ سپتامبر ۲۰۱۱) مهندس، و مخترع اهل بریتانیا بود.
وی همچنین برندهٔ جوایزی همچون مدال ملی فناوری و نوآوری شده‌است.